# Кубок мира по конькобежному спорту 2013/2014 (этап 1)
Первый этап Кубка мира по конькобежному спорту в сезоне 2013/2014 прошёл с 8 по 10 ноября 2013 года на катке Олимпийский овал Калгари, Канада. Забеги проводились на дистанциях 500, 1000, 1500 метров, командной гонке, а также на 3000 метров у женщин и 5000 метров у мужчин. 8 ноября были установлены 21 личный рекорд в дивизионе А, включая национальный рекорд Франции на 1500 м 1:44.05 (Алексис Контен) и Казахстана 38.01 на 500 м (Екатерина Айдова) и 62 личных рекорда в дивизионе Б. Антоинетте де Йонг (Нидерланды) установила мировой рекорд для юниоров на дистанции 3000 м — 4:00.56. На дистанции 1500 метров две сотые секунды отделили Ивана Скобрева от третьего места. 9 ноября были установлены 2 мировых рекорда — на 500 метров у женщин Ли Сан Хва 36.74 и в командной гонке преследования Нидерланды 3:37.17, 19 личных рекордов, включая национальный рекорд Чехии на 1500 м 1:54.44 (Мартина Сабликова), Казахстана 1:07.71 на 1000 м (Денис Кузин), Норвегии на 1500 м (Ида Ньотун) 1:55.17, России на 500 м (Ольга Фаткулина) 37.52 и 1500 м (Екатерина Лобышева) 1:54.66. 10 ноября были установлены 13 личных рекордов в дивизионе А и 37 в дивизионе Б.

## Призёры

### Мужчины
| Дистанция                                   | Золото                                                | Время      | Серебро                                               | Время      | Бронза                                                         | Время         | Дивизион А 4 — …                                        | Время                       | Дивизион Б 1 — …                                                           | Время                                    |
| 1e 500 м А — 20 участников Б — 34 участника | Роналд Мюлдер · Нидерланды                            | 34.41 PB   | Мо Тхэ Бом · Республика Корея                         | 34.523     | Джейми Грегг · Канада                                          | 34.526        | 5. Артём Кузнецов 9. Дмитрий Лобков                     | 34.60 34.682                | 15. Игорь Боголюбский 16. Денис Коваль 22. Михаил Козлов                   | 35.23 35.25 35.46                        |
| 2e 500 м А — 20 участников Б — 33 участника | Такер Фредрикс · США                                  | 34.46      | Мо Тхэ Бом · Республика Корея                         | 34.47      | Роналд Мюлдер · Нидерланды · Джейми Грегг · Канада             | 34.529        | 13. Дмитрий Лобков 15. Артём Кузнецов                   | 34.81 34.90                 | 1. Денис Коваль 9. Игорь Боголюбский 13. Алексей Есин                      | 34.47 34.928 35.06                       |
| 1000 м А — 20 участников Б — 37 участников  | Шани Дэвис · США                                      | 1:07.46    | Кьелд Нёйс · Нидерланды                               | 1:07.57    | Брайан Хансен · США                                            | 1:07.64       | 13. Алексей Есин 17. Дмитрий Лобков                     | 1:08.78 1:09.40             | 1. Евгений Лаленков 20. Игорь Боголюбский 21. Денис Коваль                 | 1:08.02 1:09.65 PB 1:09.82               |
| 1500 м А — 20 участников Б — 36 участников  | Кун Вервей · Нидерланды                               | 1:42.78 PB | Шани Дэвис · США                                      | 1:43.11    | Кьелд Нёйс · Нидерланды                                        | 1:43.75 PB    | 4. Иван Скобрев 13. Алексей Есин 15. Денис Юсков        | 1:43.77 1:44.55 (8) 1:45.05 | 4. Евгений Лаленков 14. Сергей Грязцов                                     | 1:44.81 1:46.29 PB                       |
| 5000 м А — 16 участников Б — 39 участников  | Свен Крамер · Нидерланды                              | 6:04.46    | Йоррит Бергсма · Нидерланды                           | 6:06.93 PB | Ли Сын Хун · Республика Корея                                  | 6:07.04 NR PB | 11. Денис Юсков                                         | 6:15.26                     | 3. Иван Скобрев 7. Евгений Серяев 8. Александр Румянцев 10. Даниил Синицын | 6:13.30 6:20.75 PB 6:21.11 PB 6:24.34 PB |
| Командная гонка 14 команд                   | Нидерланды · Свен Крамер · Ян Блокхайсен · Кун Вервей | 3:37.17 WR | США · Брайан Хансен · Джонатан Кук · Тревор Марсикано | 3:38.66 NR | Республика Корея · Ли Сын Хун · Hyung-Joon Joo · Ким Чхоль Мин | 3:40.53 NR    | 7. Россия · Иван Скобрев · Денис Юсков · Сергей Грязцов | 3:42.53                     | ---------                                                                  | ---------                                |

### Женщины
| Дистанция                                 | Золото                                                 | Время      | Серебро                                          | Время      | Бронза                                                                 | Время      | Дивизион А 4 — …                                                          | Время                              | Дивизион Б 1 — …                                                                  | Время                            |
| 1e 500 м А — 20 участниц Б — 31 участница | Ли Сан Хва · Республика Корея                          | 36.91      | Дженни Вольф · Германия                          | 37.14      | Ван Бейсин · Китай                                                     | 37.40      | 6. Ольга Фаткулина                                                        | 37.63                              | 1. Юлия Литейкина 5. Екатерина Шихова 7. Екатерина Лобышева 8. Екатерина Малышева | 37.74 38.29 PB 38.350 38.357     |
| 2e 500 м А — 20 участниц Б — 27 участниц  | Ли Сан Хва · Республика Корея                          | 36.74 WR   | Дженни Вольф · Германия                          | 37.18      | Ван Бейсин · Китай                                                     | 37.30      | 6. Ольга Фаткулина 17. Юлия Литейкина                                     | 37.52 PB 38.33                     | 16. Екатерина Малышева 17. Надежда Асеева                                         | 38.79 38.85                      |
| 1000 м А — 20 участниц Б — 34 участницы   | Хизер Ричардсон · США                                  | 1:13.23    | Лотте ван Бек · Нидерланды                       | 1:13.36 NR | Бриттани Боу США                                                       | 1:13.70    | 5. Ольга Фаткулина 12. Екатерина Лобышева 15. Екатерина Шихова            | 1:14.28 1:15.041 1:15.13           | 3. Юлия Скокова 9. Екатерина Малышева                                             | 1:15.42 PB 1:16.02               |
| 1500 м А — 20 участниц Б — 31 участница   | Лотте ван Бек · Нидерланды                             | 1:52.95 PB | Ирен Вюст · Нидерланды                           | 1:53.30    | Мартина Сабликова · Чехия                                              | 1:54.44 NR | 5. Екатерина Лобышева 9. Юлия Скокова 10. Екатерина Шихова 16. Ольга Граф | 1:54.66 NR 1:55.27 1:55.30 1:56.41 | 23. Анна Чернова                                                                  | 2:00.34 PB                       |
| 3000 м А — 16 участниц Б — 37 участниц    | Клаудия Пехштайн · Германия                            | 3:59.04    | Мартина Сабликова · Чехия                        | 3:59.39    | Ирен Вюст · Нидерланды                                                 | 3:59.68    | 11. Ольга Граф 14. Юлия Скокова                                           | 4:06.01 4:08.42                    | 12. Анна Чернова 18. Виктория Филюшкина 23. Лада Задонская                        | 4:07.00 PB 4:09.98 PB 4:12.78 PB |
| Командная гонка 12 команд                 | Нидерланды · Ирен Вюст · Лотте ван Бек · Линда де Врис | 2:57.82    | Япония · Нана Такаги · Маки Табата · Аяка Кикути | 2:58.53 NR | Польша · Катажина Бахледа-Цурусь · Луиза Злотковская · Катажина Возняк | 2:59.42 NR | 6. Россия · Екатерина Лобышева · Ольга Граф · Юлия Скокова                | 3:00.44                            | ---------                                                                         | ---------                        |

- WR мировой рекорд
- NR национальный рекорд
- PB личный рекорд

- При равенстве результатов победитель определяется с учётом тысячных долей секунды.